# Ribeirão João Leite
 O Ribeirão João Leite, é um rio do estado de Goiás no Brasil central. É um afluente do rio Meia Ponte .

## Reservatório
Em maio de 1994 parte do Parque Estadual Altamiro de Moura Pacheco foi removido para dar lugar ao reservatório Ribeirão João Leite, com previsão de fornecer água para a Região Metropolitana de Goiânia, capital do estado. O parque foi reduzido em tamanho para 2,132 hectares (5,27 acre(s)s) . O reservatório de João Leite fornece água para mais de um milhão de pessoas. A lei estadual 18.462 de 9 de maio de 2014 criou o Parque Estadual João Leite com uma área de {{Convert